# Държава на знамето
Държава на флага (в българското законодателство е възприета фразата държава на знамето) –  в търговското корабоплаване под този термин се разбира държавата, където е регистриран плавателния съд и под чиято юрисдикция той плава.

Съгласно Конвенцията на Организацията на обединените нации по морско право, ратифицирана от почти всички държави в света, включително и от България:
Корабът плава под знамето само на една държава и освен в изключителните случаи, изрично предвидени в международни договори или в тази конвенция, се подчинява в откритото море на нейната изключителна юрисдикция.
Тази Конвенция определя и задълженията на държавата на знамето по отношение контрола и безопасността на регистрираните от нея кораби, както и тяхното придържане към общоприетите международни правила.
Конвенцията дава право на всяка държава да регистрира кораби, независимо дали има или няма излаз на море (чл. 90 - Право на корабоплаване). Исторически това е въведено още през 1921 с "Декларацията за право на знаме" — международен договор сключен под егидата на Обществото на народите (предшественикът на ООН). Това споразумение е породено от желанието на новосформираните след края на Първата световна война държави без излаз на море да имат собствен флот. След разпадането на Австроунгарската империя това са били Австрия, Унгария и Чехословакия.

## Корабен регистър
Пак от Конвенцията на ООН по морско право:
Всяка държава установява условията за предоставяне на нейната националност на кораби, за регистрация на кораби на нейна територия и за правото да се плава под нейно знаме.
В България регистрирането на кораби се извършва от Изпълнителна агенция "Морска администрация" (ИАМА).
Процесът на регистрация не трябва да се бърка с процеса на класификация и наблюдение на кораби, често извършван от организации (компании), традиционно наречени регистри — Лойд регистър, Български корабен регистър (БКР) и др.
Традиционно държавите са поддържали един списък (регистър) на корабите под тяхно знаме. През 1980-те години започва тенденция по открито създаване на допълнителни (втори) регистри към някои държави, виж следващата секция "Удобен флаг". Конвенцията не ограничава колко и какви регистри може да поддържа дадена държава. Също така тази конвенция не ограничава правото на държавите да регистрират кораби на чужди корабособственици под тяхно знаме.
В България съществуват ограничения за това кой може да регистрира кораб под български флаг и те са записани в Кодекса на търговското корабоплаване - Глава 2 Раздел I Българска принадлежност на корабите.

## Удобни флагове и втори регистри
Основна статия: Удобен флаг
В началото на 20 век, най-вече поради икономически причини, много корабособственици първо от САЩ, а после и от други големи морски нации, избират да регистрират корабите си в държави, даващи им това право, не поставящи условия за националност на корабните екипажи, както и прилагащи данъчни облекчения. Първата държава, която започва да регистрира чужди търговски кораби е Панама (1919 г.). През 1948 г. се създава корабният регистър на Либерия, а през 1992 — регистърът на Маршаловите острови. Днес (2024) под флага на тези 3 държави е близо половината световен тонаж.
Някой изследователи разглеждат появяването на регистрите на Панама и Либерия, като втори регистри на САЩ, тъй като тези държави по това време са били до голяма степен зависими от тях. Маршаловите острови и днес са свързани със САЩ с Спогодба за свободно сдружаване.
В отговор на тази тенденция, през 1980-те години редица европейски държави започват да създават свои втори регистри. Корабите регистрирани там се ползват с данъчни и други облекчения, в сравнение с корабите от оригиналните национални регистри. Плават под флага на съответната държава или под флага на нейна зависима територия. Първият такъв регистър е създаден през 1984 г от Великобритания на нейната "офшорна" територия Остров Ман. Нидерландия ползва знамето на Нидерландските Антили. Други европейски държави, които нямат отвъдморски зависими територии, като Германия, Норвегия, Италия, ползват националното знаме за вторите си регистри. Към 2024 г. Франция има общо 6 регистъра, повечето от които са на нейни отвъдморски територии.
В повечето от тези случаи Международната транспортна федерация, както и местните профсъюзи, са се обявявали против тази практика, която е позволявала на корабособствениците да наемат ниско платени екипажи от по-слабо развити страни.
България не поддържа втори регистър.